# 木下俊敦
木下 俊敦（きのした としあつ）は、豊後国日出藩13代藩主。位階は正五位。官位は従五位下、大和守、左衛門佐。幼名は銀之助、通称は主計。

## 経歴
文化12年（1815年）12月9日、先代藩主で兄の俊良の死去により、その養嗣子となって跡を継いだ。この頃になると藩財政が窮乏化していたため、天保3年（1832年）から帆足万里を登用して藩政改革を行なったが失敗し、天保6年（1835年）から関勝之を登用して藩政改革を行なった。弘化4年（1847年）8月16日、病気を理由に次男の俊方に家督を譲って隠居した。
以後、廃藩まで3代続いた藩主はいずれも俊敦の子であるが、その全ての死後も俊敦は存命であり、明治3年（1870年）7月18日に明治天皇に拝謁し、明治19年（1886年）10月12日卒去。行年85歳。法号は秀真豊臣俊敦命。墓所は青山霊園1-イ-2-25。

## 系譜
父母
- 木下俊懋（実父）
- 歌 ー 側室（実母）
- 木下俊良（養父）

正室、継室
- 豊 ー 朽木倫綱の娘（正室）
- 鑑 ー 酒井忠進の娘（継室）

側室
- 美佐
- 河瀬氏

子女
- 木下俊方（次男）生母は美佐（側室）
- 毛利元純[1]（四男）生母は河瀬氏（側室）
- 木下俊程（五男）生母は美佐（側室）
- 木下俊愿（七男）
- 柳生俊順正室
- 峯子 ー 仙石政固正室
- 伊東祐帰正室